# Iban García del Blanco
Iban García del Blanco (Leão, 8 de fevereiro de 1977) é um político espanhol eleito membro do Parlamento Europeu em 2019.

## Biografia
Nascido em 8 de fevereiro de 1977 em León, é licenciado em Direito pela Universidade de León. Ele serviu como vereador municipal de Leão, deputado provincial em Leão e senador. Foi nomeado para o cargo de presidente da Acción Cultural Española em 2018.
Ele candidatou-se às eleições europeias de 2019 na Espanha, incluído em sexto lugar na lista do PSOE. Eleito deputado ao Parlamento Europeu, integrou a Comissão dos Assuntos Jurídicos.